# 50 Hudson Yards
50 Hudson Yards es un rascacielos de 58 pisos y 299 m, forma parte del proyecto inmobiliario del área de Hudson Yards en Nueva York (Estados Unidos). Se encuentra al norte del 30 Hudson Yards y en el lado este del Hudson Park and Boulevard, adyacente al 55 Hudson Yards.
Cuando se completó, el edificio se convirtió en la cuarta torre de oficinas más grande de Nueva York en términos de superficie comercial, con 269 419 m². Ubicado en la esquina suroeste de la calle 34 con la Décima Avenida, reemplazó al restaurante McDonald's que había en el lugar.

## Historia
En abril de 2014 se publicaron los renders de una torre de 62 pisos y 213 677 m² de área comercial. Se dijo que su altura sería de 326 m. El inmueble estaba originalmente destinado a ser una estructura escalonada con una fachada blanca, pero se actualizó para reflejar una estructura de tres partes con tres componentes rectangulares, cada uno más pequeño que el que está debajo.
En diciembre de 2016 se publicó un plan revisado para el edificio, con el administrador de activos BlackRock configurado para ocupar 79 m² como inquilino ancla. Se revelaron nuevas representaciones para el edificio, diseñadas por Foster and Partners En septiembre de 2017, las empresas relacionadas con los desarrolladores obtuvieron 3800 millones en financiamiento para la nueva torre, incluido un préstamo de 1500 millones. Mitsui Fudosan es dueña del 90 % del edificio. Bank of China, Deutsche Bank, HSBC, Sumitomo Mitsui y Wells Fargo contribuyeron a su vez con el financiamiento del proyecto.
El trabajo en la cimentación de 50 Hudson Yards comenzó en mayo de 2018. En agosto del mismo año la altura del edificio se incrementó ligeramente, de 300 m hasta 308 m. En enero de 2019, los desarrolladores revelaron dos esculturas en forma de estrella sin nombre del artista estadounidense Frank Stella que se ubicarán en el vestíbulo del edificio.

## Inquilinos
En noviembre de 2019, se anunció que Facebook ocuparía 111 484 m² de espacio en 50 Hudson Yards. Esto representa el 80 % del espacio total que ocuparía Facebook en Hudson Yards.